# Torneio Rio-São Paulo de 1933
O Torneio Rio-São Paulo de 1933 foi a primeira edição do Torneio Rio-São Paulo e, que também marcou a história do futebol brasileiro por ter sido o primeiro campeonato profissional de futebol no Brasil. As partidas do Torneio Rio-São Paulo 1933 disputadas entre times de mesmos estados, foram válidas também pelos seus respectivos campeonatos estaduais (Campeonato Paulista e Campeonato Carioca). A competição teve como campeão a equipe do Palestra Itália (atual Palmeiras).

## História

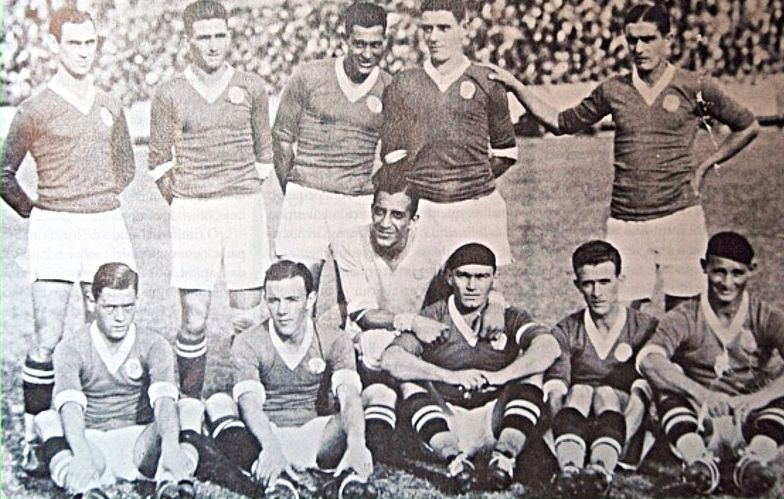
Elenco do Palestra Itália, primeira equipe campeã do Torneio Rio-São Paulo em 1933.

Time do Santos no Torneio Rio-São Paulo, 1933.

A origem do Torneio Rio-São Paulo remonta as disputas políticas motivadas pelas discussões em torno do amadorismo e do profissionalismo do futebol no Brasil no início da década de 1930. Frente à postura da Confederação Brasileira de Desportos (CBD, precursora da atual CBF), favorável a manutenção da veia amadora, um grupo de clubes paulistas (vinculados à Associação Paulista de Esportes Atléticos) e cariocas (ligados à Liga Carioca de Futebol) rompeu com a confederação para criar a Federação Brasileira de Futebol (FBF, sem relação com a primeira entidade com este nome criada em 1915).
Para se afirmar nacionalmente ante à CBD, que organizava o Campeonato Brasileiro de seleções estaduais de futebol, uma das primeiras iniciativas da FBF foi a organização de um Campeonato Brasileiro de clubes de futebol profissional. No entanto, como só as associações do Distrito Federal (atual município do Rio de Janeiro) e de São Paulo, estavam formalmente filiadas à FBF, o campeonato de 1933 contou apenas com equipes desses dois grandes centros do futebol nacional, em razão disso, portanto este campeonato foi a origem do Torneio dos Campeões de 1937 e do Torneio Rio–São Paulo que seria, ao longo da década de 1950 e início da de 1960, uma dos mais tradicionais torneios do futebol brasileiro, o Torneio Rio-São Paulo de 1933 também ficou marcado por ser a primeira competição da era do profissionalismo do futebol brasileiro.
No entanto, a edição seguinte da competição interestadual foi interrompida ainda na fase classificatória devido a disputas políticas, com clubes trocando de federações, em meio ao processo de profissionalização do futebol no Brasil.

## Regulamento
O campeonato foi disputado em sistema de pontos corridos.Todos os times jogaram todos contra todos em partidas de ida-e-volta, no final o Palestra Itália foi campeão, e o São Paulo foi vice-campeão, com o Palestra tendo sido campeão ao vencer o Fluminense por 2 a 1 em São Paulo, perante cerca de 25.000 torcedores.
As duas vitórias do Palestra sobre o São Paulo, no turno e no returno (3 a 2 e 1 a 0), foram fundamentais para definir o título, pois o Palestra terminaria a competição dois pontos a frente do São Paulo.

## Classificação
| Pos. | Equipes         | Pts | J  | V  | E | D  | GP | GC | SG  |
| ---- | --------------- | --- | -- | -- | - | -- | -- | -- | --- |
| 1    | Palestra Itália | 36  | 22 | 17 | 2 | 3  | 67 | 25 | 42  |
| 2    | São Paulo       | 34  | 22 | 16 | 2 | 4  | 75 | 31 | 44  |
| 3    | Portuguesa      | 30  | 22 | 12 | 6 | 4  | 57 | 33 | 24  |
| 4    | Bangu           | 29  | 22 | 13 | 3 | 6  | 65 | 46 | 19  |
| 5    | Vasco da Gama   | 24  | 22 | 10 | 4 | 8  | 44 | 31 | 13  |
| 6    | Corinthians     | 22  | 22 | 10 | 2 | 10 | 31 | 51 | –20 |
| 7    | Fluminense      | 20  | 22 | 8  | 4 | 10 | 38 | 41 | –3  |
| 8    | America-RJ      | 18  | 22 | 8  | 2 | 12 | 47 | 65 | –18 |
| 9    | Santos          | 17  | 22 | 7  | 3 | 12 | 46 | 57 | –11 |
| 10   | Bonsucesso      | 16  | 22 | 5  | 6 | 11 | 35 | 50 | –15 |
| 11   | São Bento       | 13  | 22 | 5  | 3 | 14 | 31 | 52 | –21 |
| 12   | Ypiranga-SP     | 5   | 22 | 2  | 1 | 19 | 23 | 77 | –54 |

## Campeão
| Torneio Rio-São Paulo de 1933 |
| ----------------------------- |
| Palestra Itália (1º título)   |